# Daniel Lück
Daniel Lück (Oberkochen, 1991. május 18.) német labdarúgó, aki jelenleg az SC Paderborn 07 kapusa.